# 吾郷清彦
吾郷 清彦（あごう きよひこ、1909年1月2日 - 2003年6月5日）は、超古代文献研究家、古神道研究家。島根県大田市出身。本名は吾郷哲夫（あごう てつお）。旧姓は三谷。吾郷家には養子として入った。
島根県邇摩郡宅野村立宅野小学校、旧制大田中学、旧満州の旅順工科大学電気工学科卒業後、満州電業の電気技師として、奉天市（現在は瀋陽市）などの火力発電所に勤務。日本の敗戦により帰国し、島根県および三重県にて新制中学・新制高校の教員を数年勤めた後、1952（昭和27）年から島根県営の水力発電所の建設と稼動に中心的役割を果たす。本職は電気技師であったが、定年退職後、在職中より取り組んでいた「日本の超古代史」「日本の神代文字」「古神道」の研究に専念した。1972年の著書 『古事記以前の書』 （大陸書房）で古史古伝という言い方を提唱した（詳細は古史古伝の項を参照）

## 主要著作
- 「ウエツフミのコリツテ」
- 「ウエツフミ要録」上、下巻
- 「古事記以前の書」
- 「日本神代文字」（「日本神代文字研究原典」の原題）
- 「日本超古代秘史資料」（「日本古代秘史研究原典」の原題）
- 「超古代神字・太占総覧」
- 「有機的全神論」
- 「日本神学の幾何学的把握」
- 「九鬼神伝全書」
- 「古代近江王朝の全貌」
- 「全訳ホツマツタエ」
- 「竹内文書・但馬古事記」

など、他多数。